# Dudeștii Noi
Dudeștii Noi (deutsch Neubeschenowa, ungarisch Újbesenyő) ist eine Gemeinde im Kreis Timiș, in der Region Banat, im Südwesten Rumäniens.

## Geographie
Dudeștii Noi liegt auf einer Höhe von 84–99 m über dem Meeresspiegel, am südöstlichen Rande der Banater Heide als Teil der Großen Ungarischen Tiefebene. Das Dorf liegt mit 2819 Einwohnern und 52 Einwohnern pro km² (beides Stand 2009) an der Staatsstraße 6 Timișoara–Sânnicolau Mare, 13 km nordwestlich von Timișoara.
Der Ort bedeckt eine Fläche von 54 km². Eisenbahnanschluss besteht seit Ende des 19. Jahrhunderts. Wie das ganze Banat hat Neubeschenowa kontinentales Klima, mit kalten Wintern und heißen Sommern, der Frühling ist meistens kurz. Die Jahresdurchschnittstemperatur liegt bei 10,6 °C. Die Schwarzerde des Neubeschenowaer Bodens und der relativ niedrige Grundwasserspiegel bestimmen die hohe Fruchtbarkeit der Felder. Der Ort hat die Postleitzahl 307041.

## Nachbarorte
| Biled           | Hodoni                                      | Carani    |
| Becicherecu Mic | Kompassrose, die auf Nachbargemeinden zeigt | Sânandrei |
| Beregsău Mare   | Săcălaz                                     | Mehala    |

## Geschichte

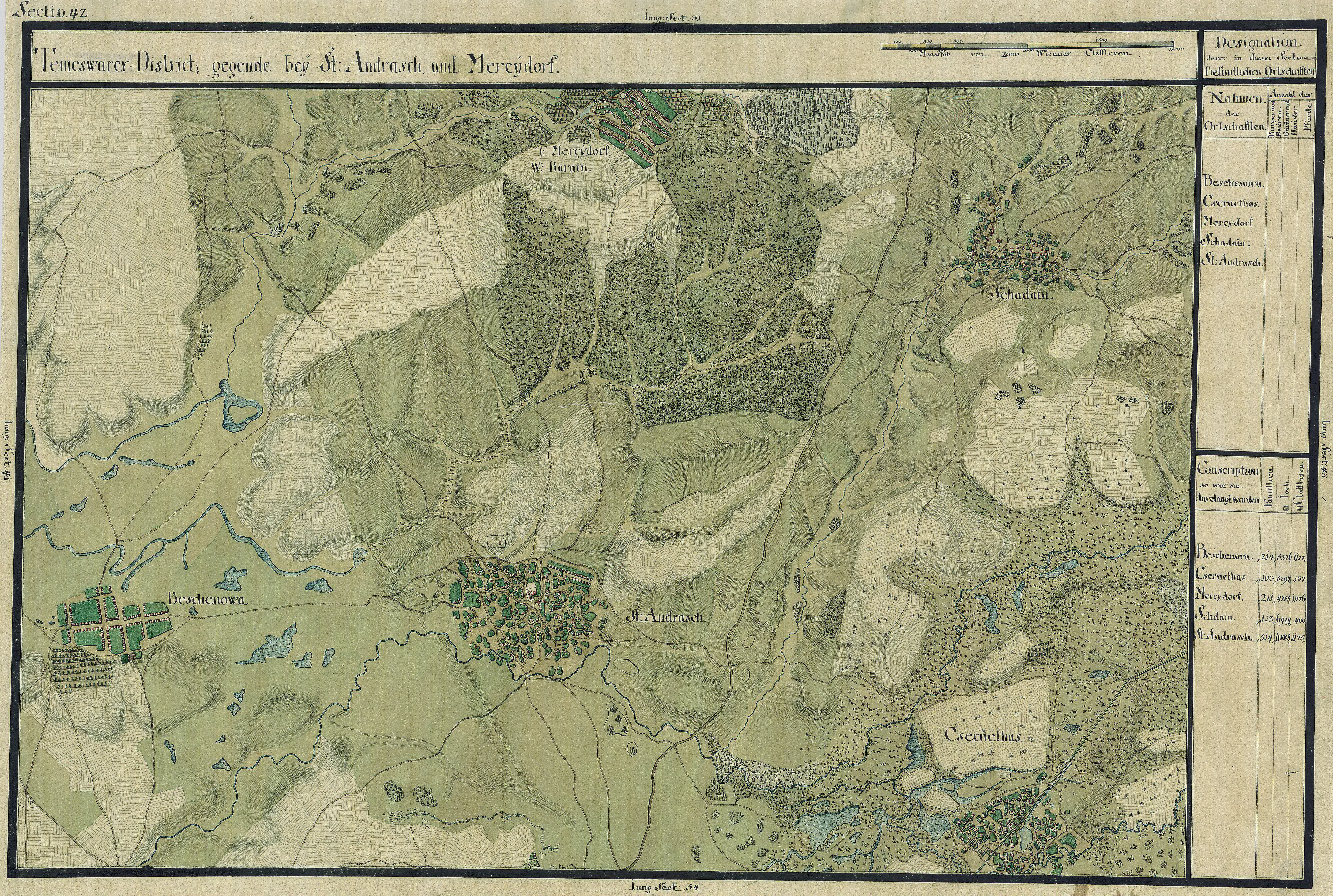
Beschenowa in der Josephinischen Landesaufnahme (1769–1772)

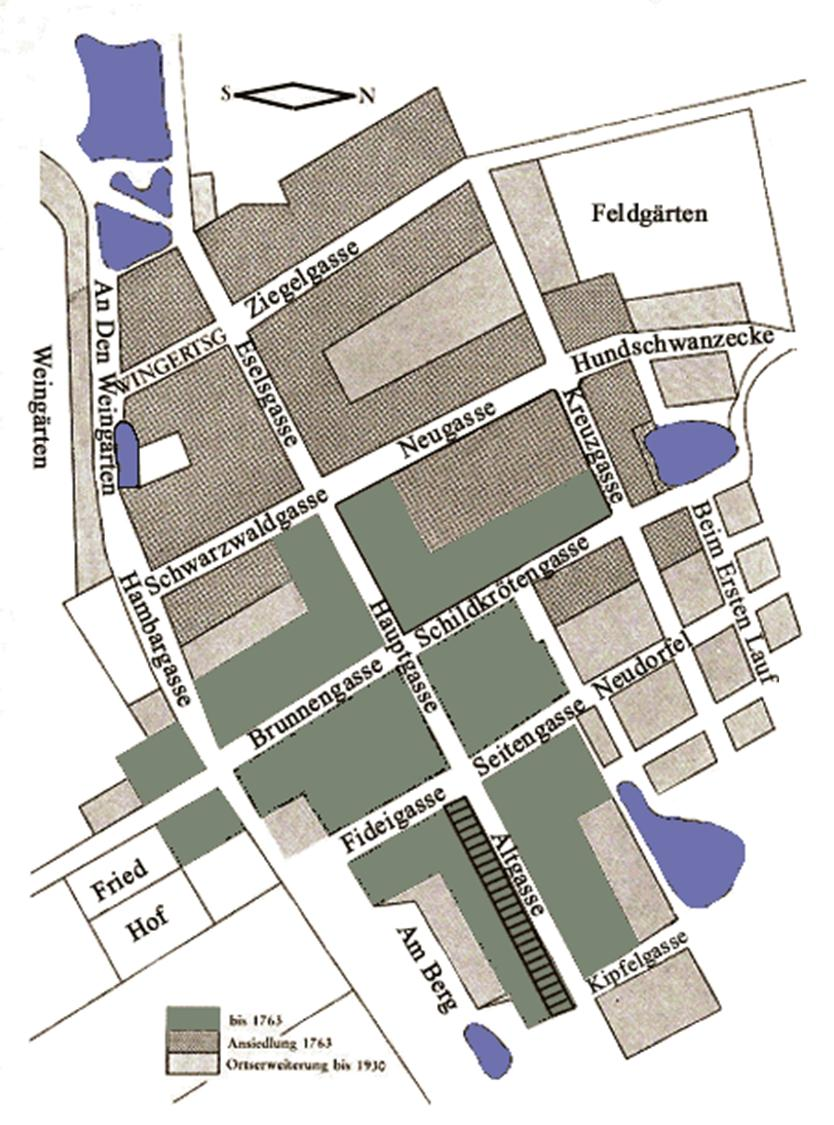
Ortsplan von 1963

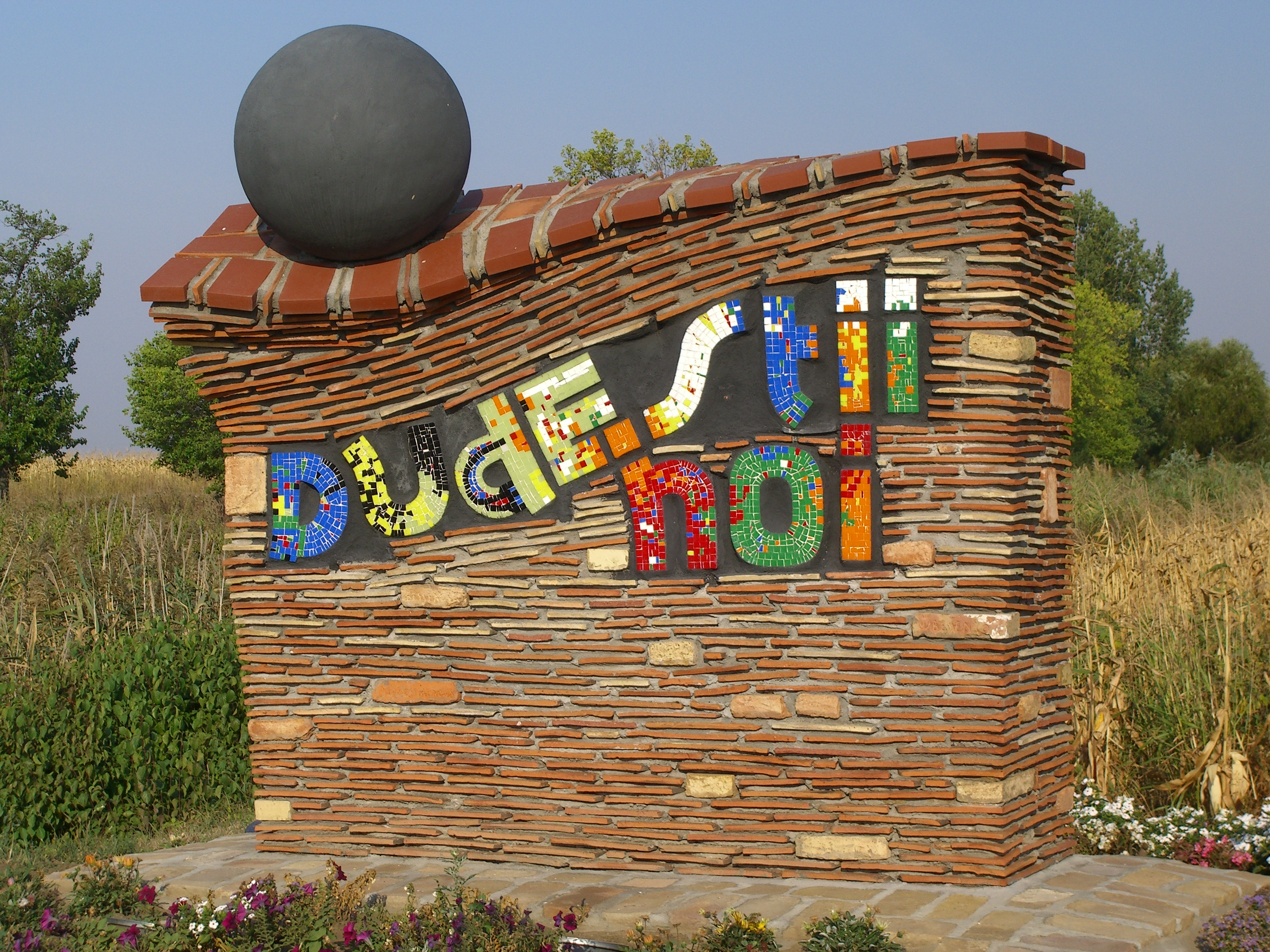
Kunst am Ortseingang von Dudeștii Noi, 2009

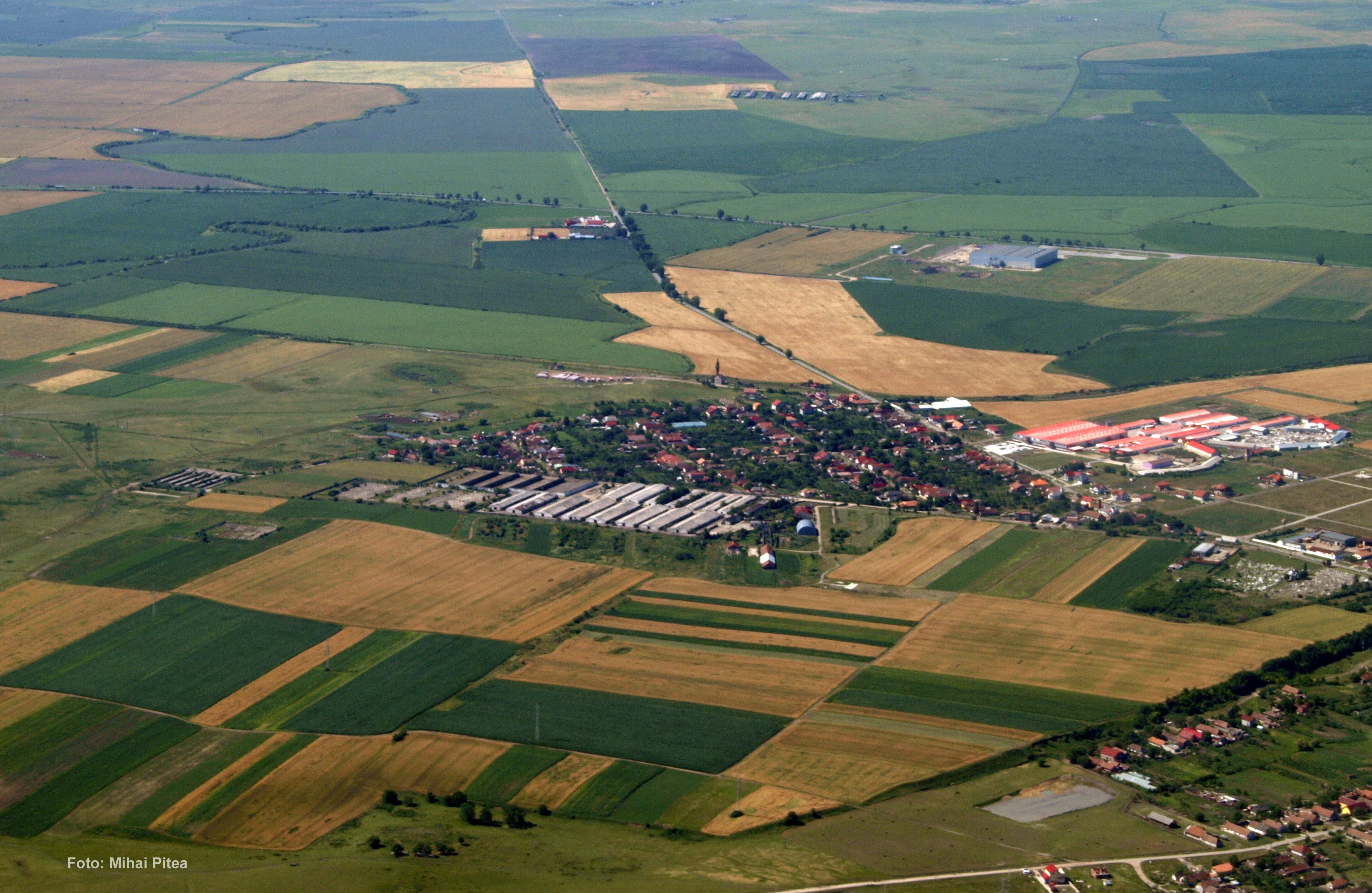
Luftaufnahme von Dudeștii Noi, Teilansicht, 2012

Daker, Römer, Goten, Hunnen, Gepiden, Awaren, Serben, Slowenen, Mongolen und Türken überfielen oder besiedelten das Banat über die Jahrhunderte und verdrängten einander oder rieben sich in gegenseitigen Auseinandersetzungen auf. Der Name des Ortes, Bessenovo, hat seinen Ursprung bei den Petschenegen, die den Ort ursprünglich besiedelten.
1333 wurde der Ort in den päpstlichen Registern dokumentiert. 1551 drangen die Türken in das Banat ein. Die türkische Herrschaft wurde durch Prinz Eugen Franz von Savoyen-Carignan und seine österreichischen Truppen durch die Zurückeroberung Temeswars am 13. Oktober 1716 beendet. Inzwischen war es zu einer völligen Verarmung, Entvölkerung und Versumpfung des Gebietes gekommen.
Im Frieden von Passarowitz kam das Temescher Banat an Österreich-Ungarn und wurde der Wiener Hofkammer am 21. Juli 1718 als kaiserliche Krondomäne unterstellt. Feldmarschall Claudius Florimund Graf Mercy wurde 1720 mit der Regierung, Besiedlung und Urbarmachung des Banates betraut. Er zog zunächst Einwanderer vorwiegend aus seinem Geburtsland Lothringen in die ihm anvertraute Provinz. Der Lothringer Johann Osswald, der bereits seit 20 Jahren im Banat lebte, warb 60 deutsch-lothringische Familien (290 Personen) aus den Gegenden von Mainz und Trier als Ansiedler für Beschenowa. Im Sommer 1748 kam die erste Gruppe freiwilliger Kolonisten an. Die Anreise erfolgte größtenteils auf Ulmer Schachteln über die Donau. Kaiserin Maria Theresia orderte eine militärische Ausbildung für die Siedler an, damit sie im Kriegsfalle als Soldaten dienen konnten. 1750 reihten sich weitere deutsche Ansiedler in die neue Volksgruppe der Banater Schwaben ein. Der Ortsname Neubeschenowa kam auf, um es von dem ebenfalls im Banat liegenden, bulgarisch besiedelten Altbeschenowa (rumänisch Dudeștii Vechi) zu unterscheiden.
Die bauliche Erweiterung des Ortes fand in der hochtheresianischen Kolonisationsperiode unter der Leitung des Sanktandreser Verwalters Josef Franz Knoll statt.
1755 wurden infolge der Salpetererunruhen aus dem Hauensteiner Land im Süd-Schwarzwald mehrere Familien in das Banat zwangsdeportiert und viele in Neubeschenowa angesiedelt. Entlassene Soldaten siedelten sich 1763 in der Gemeinde an. Die Familie Habsburg-Lothringen überschrieb 1778 das Temescher Banat politisch an Ungarn, im gleichen Jahr belief sich die Anzahl der gebauten Häuser auf 219. Nach der Zuteilung des Banats zur ungarischen Komitatsverwaltung kam Neubeschenowa 1779 zum Bezirk St. Andreas. 1787 erfolgten groß angelegte Niederlassungen durch das Militär.
Am 9. August 1849 fand eine Entscheidungsschlacht des Ungarischen Revolutionskrieges bei Neubeschenowa statt. 30.000 Kämpfer der österreichischen Hauptarmee mit 108 Kanonen trafen am Nyaradbach unter der Führung des Feldzeugmeisters Baron Julius von Haynau auf 55.000 Mann und 108 Kanonen der ungarischen Armee unter dem Kommando der Generäle Heinrich Dembinski und Józef Bem. Durch den Sieg der Kaiserlichen Truppen wurde die 107-tägige Belagerung Temeswars beendet. Das Banat wurde nach der Revolution wieder österreichisches Kronland.
Nach dem Österreichisch-Ungarischen Ausgleich 1867 kamen Siebenbürgen und das Banat und damit Neubeschenowa wieder zu Ungarn. In den Jahren 1906–1908 wanderten 325 Neubeschenowaer nach Nordamerika aus, 65 davon kehrten zurück. Die Ausgewanderten sandten 375.000 Kronen in die Heimat. Im Ersten Weltkrieg fielen 127 Personen oder wurden vermisst. Nach dem Zerfall der k.u.k. Monarchie erfolgte 1918 die Ausrufung der Autonomen Banater Republik. Der Vertrag von Trianon am 4. Juni 1920 hatte die Dreiteilung des Banats zur Folge, wodurch Dudeștii Noi an das Königreich Rumänien fiel.
Im Sommer 1933 fand in Neubeschenowa das erste nationalsozialistische Arbeitslager der Hitlerjugend im Banat statt. Im Zweiten Weltkrieg fielen in der rumänischen Armee 37 Männer aus der Gemeinde, in der deutschen Armee circa 83 Männer. Nach dem Seitenwechsel Rumäniens von den Achsenmächten zu den Alliierten am 23. August 1944 flüchteten 19 Familien in den Westen, zwischen 29. September und 10. Oktober wurden alle Bewohner nach St. Andreas evakuiert.
Im Januar und Februar 1945 wurden 297 Frauen und Männer zur Aufbauarbeit in die Sowjetunion verschleppt. Davon starben 68 Personen in den Kohlengruben der Ukraine. Nach dem Bodenreformgesetz (Agrarrevolution) folgte die Enteignung der verbliebenen deutschen Bevölkerung. Im Juli kamen die ersten rumänischen Kolonisten in die Gemeinde. 1947 wurde fast jedes Haus in Neubeschenowa von Rumänen bewohnt.
1951–1956 erfolgte die Deportation in die Bărăgan-Steppe, 62 Familien des Dorfes wurden in das Grenzgebiet zu Bulgarien verschleppt. Von den deportierten 170 Personen kamen 22 nicht mehr zurück. Nach dem Abkommen zum Freikauf von Rumäniendeutschen zwischen der Bundesrepublik Deutschland und Rumänien zur Familienzusammenführung begann 1978 die erste große Welle der Auswanderung. 1989 nahm die Bevölkerung des Dorfes aktiv teil an der rumänischen Revolution, welche in Timișoara begann, und der der Sturz des Ceaușescu-Regimes im Dezember folgte. 1989 begann auch die zweite und letzte große Auswanderungswelle.
Seit 2004 stellt die Partidul Național Liberal (PNL) mit Alin Adrian Nica den Bürgermeister; Dudeștii Noi ist seit diesem Jahr wieder eine eigenständige Gemeinde und bestrebt, sich eine neue Identität zu schaffen. Bis 2005 wurden 60 % der Straßen gepflastert, das Wassernetz mit zwei zusätzlichen Kilometern ausgebaut, ein neues Schulgebäude für die Klassen I-IV gebaut, und die Straßenbeleuchtung verbessert. Zukünftige Projekte zielen auf die Renovierung und Ausstattung des Kulturheims, den Ausbau der Gemeinde, den Bau eines Sportsaales und den Anschluss der Gemeinde an das Erdgasnetz.

## Bevölkerungsentwicklung
| Jahr    | Gesamt | Deutsche  | Rumänen   | Ungarn    | andere    | davon Roma     |
| ------- | ------ | --------- | --------- | --------- | --------- | -------------- |
| 1880    | 2743   | 2662      | 12        | 6         | 63        | 0              |
| 1900    | 2857   | 2677      | 78        | 50        | 52        | 0              |
| 1910    | 2541   | 2355      | 14        | 37        | 135       | 0              |
| 1920    | 2456   | 2291      | 0         | 19        | 146       | 0              |
| 1930    | 2400   | 2233      | 14        | 14        | 149       | 141            |
| 1941    | 2309   | 2108      | 36        | 20        | 145       | 140            |
| 1956    | 2559   | unbekannt | unbekannt | unbekannt | unbekannt | unbekannt      |
| 1966    | 2672   | 1277      | 1360      | 24        | 19        | 2              |
| 1977    | 2658   | 1177      | 1359      | 39        | 143       | 133            |
| 1992    | 2265   | 93        | 1964      | 32        | 143       | 141            |
| 2006    | 2414   | ≥ 10      | unbekannt | unbekannt | unbekannt | ≥ 200 Familien |
| 2007    | 2469   | unbekannt | unbekannt | unbekannt | unbekannt | unbekannt      |
| 2008    | 2501   | unbekannt | unbekannt | unbekannt | unbekannt | unbekannt      |
| 2009    | 2819   | unbekannt | unbekannt | unbekannt | unbekannt | unbekannt      |
| 2010    | 2903   | unbekannt | unbekannt | unbekannt | unbekannt | unbekannt      |
| [0]2011 | 3179   | 44        | 2755      | 46        | 165       | 169            |
| 2012    | 3048   | 38        | 2697      | 45        | 268       | 169            |
| 2013    | 3179   | 44        | 2755      | 46        | 190       | 169            |
| 2014    | 3198   | unbekannt | unbekannt | unbekannt | unbekannt | unbekannt      |
| 2015    | 3232   | unbekannt | unbekannt | unbekannt | unbekannt | unbekannt      |
| 2016    | 3343   | 46        | 2897      | 48        | 352       | 178            |
| 2018    | 3570   | 49        | 2755      | 46        | 720       | 169            |
| 2021    | 3665   | 22        | 2958      | 34        | 651       | 283            |

## Bauwerke

### Römisch-Katholische Kirche und Pfarrei
1334 erfolgte die Gründung der ersten Pfarrei, welche 1749 restauriert wurde. 1750–1751 erfolgte der Kirchenbau. Schutzpatron der Kirche wurde der Heilige Wendelin. Die Gemeinde hielt seit 1754 die folgenden kirchlichen Feiertage ein: St. Wendelin, St. Rochus, St. Johannes von Nepomuk, St. Quirinus, und Herz-Jesu. 1764 folgte der Kauf einer ersten Orgel für 150 Gulden. 1765 wurde die Erste Glocke zu Ehren des heiligen Georg in Graz gegossen. 1767 kam die erste Kirchturmuhr. 1780 kaufte die Gemeinde drei neue Glocken. 1784 erfolgte eine Renovierung der Kirche und der Pfarrei. 1818 wurden drei neue Kirchenglocken für 2800 Gulden gekauft. 1824 wurde der Grundstein zum neuen Pfarrhaus gelegt. 1832 wurde für 5000 Gulden eine neue Orgel gekauft. 1857 folgte die Aufstellung des Eisenkreuzes vor der Kirche. Diebe erbeuteten im selben Jahre 1074 Gulden aus der Kirchenkasse. 1997 wurde die Kirche renoviert, aber durch Unwetter im Sommer 1998 und im Juli 2000 wieder stark beschädigt (⊙).

### Rochus-Kapelle und Friedhof
1751 erfolgte die Konsekration des ersten Friedhofs. 1838 wurde ein neuer Friedhof eingeweiht, in dessen Mitte 1844 die Rochus-Kapelle errichtet wurde (⊙).

### Orthodoxe Kirche
1971 wurde die dem Heiligen Dimitrios von Thessaloniki geweihte Kirche erbaut (⊙). Zur Gemeinde unter Priester Florian Caspar gehören 530 Familien mit 2120 Gläubigen.

### Weitere
- 1834 erfolgte der Bau eines neuen Schulgebäudes durch Wilhelm Quiring aus Neu-Arad, für 2439 Gulden.
- Zwischen 1915 und 1917 bestand auf der Hutweide der Gemeinde eine Luftschiffhalle als Stützpunkt der deutschen Luftwaffe. Von hier gestartete Zeppeline bombardierten im Ersten Weltkrieg Städte wie Bukarest, Ploiești, Chișinău und Thessaloniki. Am 15. Mai 1919 versuchten Dorfbewohner das Metallgerüst des Hangars zu stehlen, wobei das Gebäude einstürzte, fünf Personen unter den Trümmern umkamen und zahlreiche verletzt wurden.[9][10]

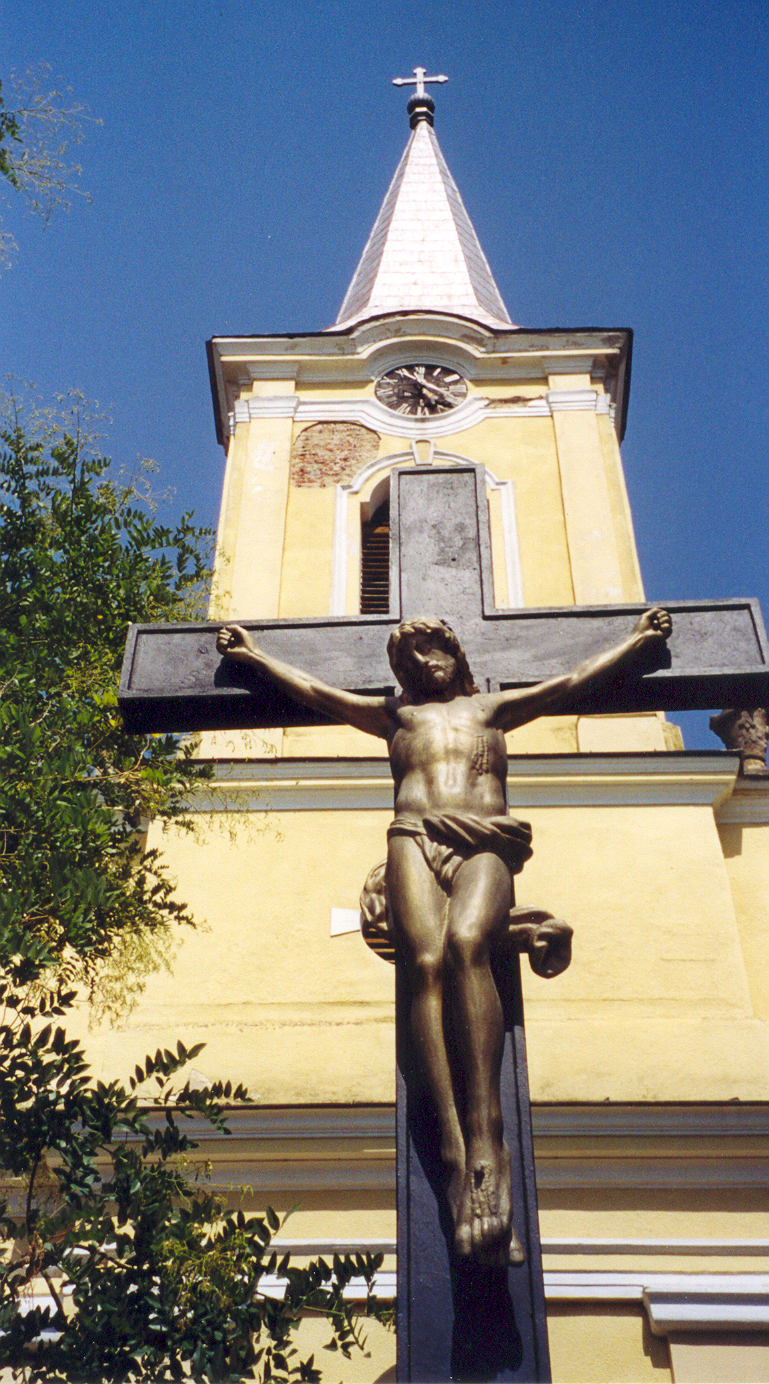
Katholische Kirche des Heiligen Wendelin, 2003
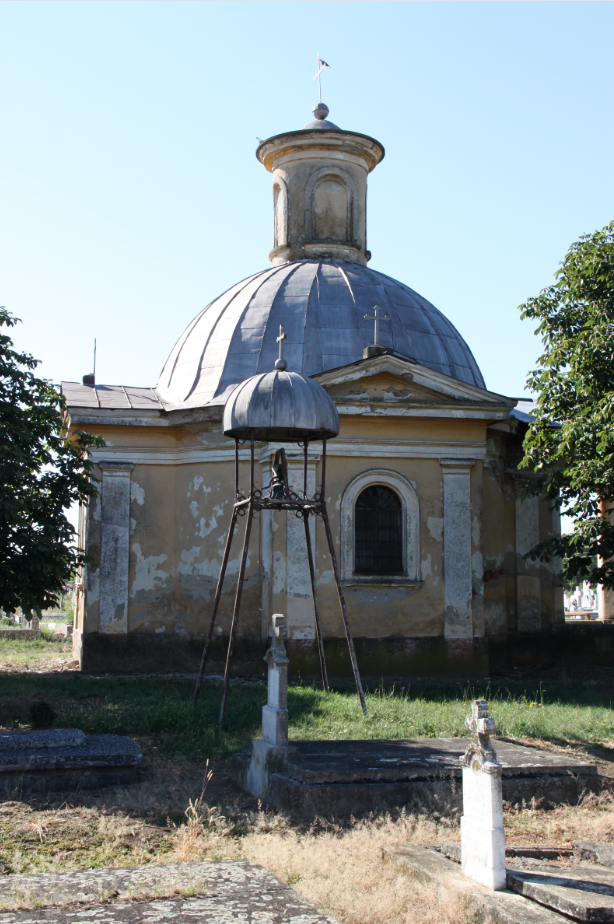
Rochuskapelle, 2015
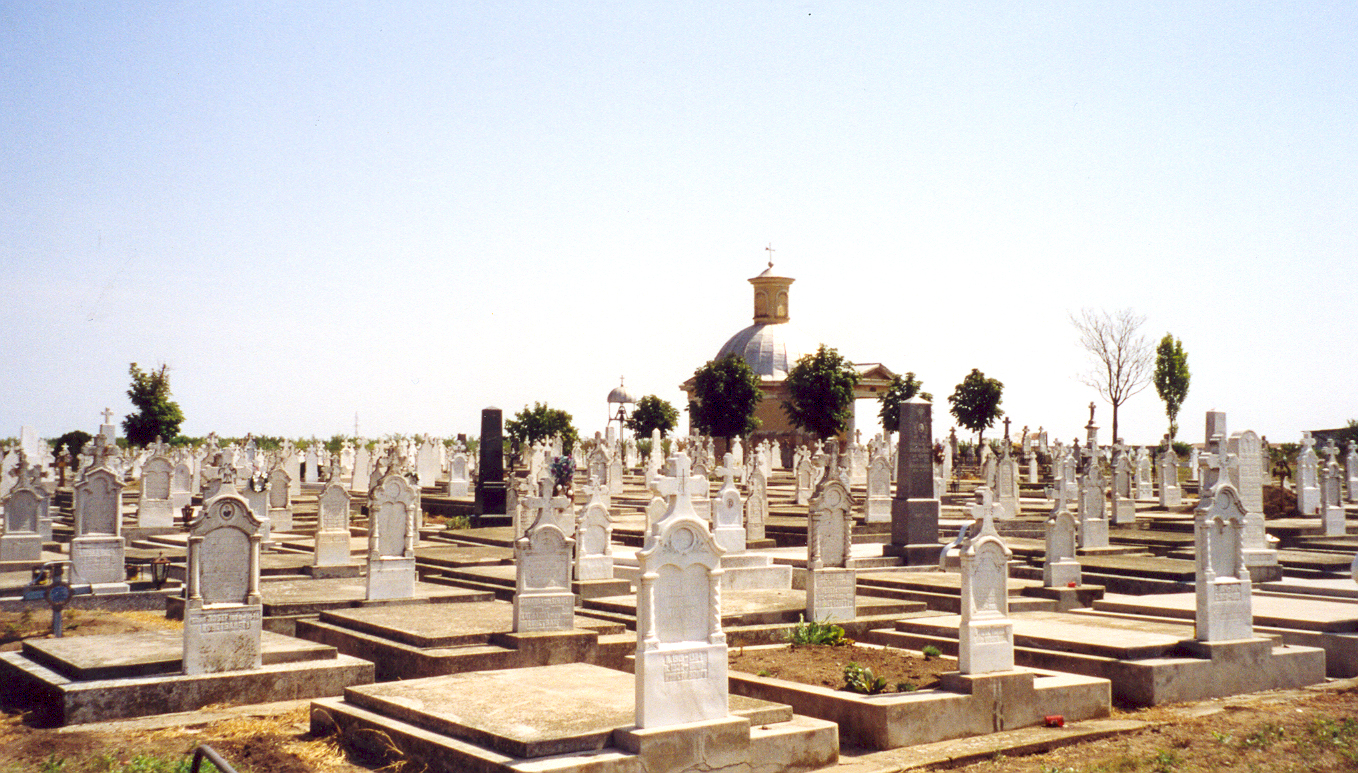
Friedhof mit Rochuskapelle, 2003
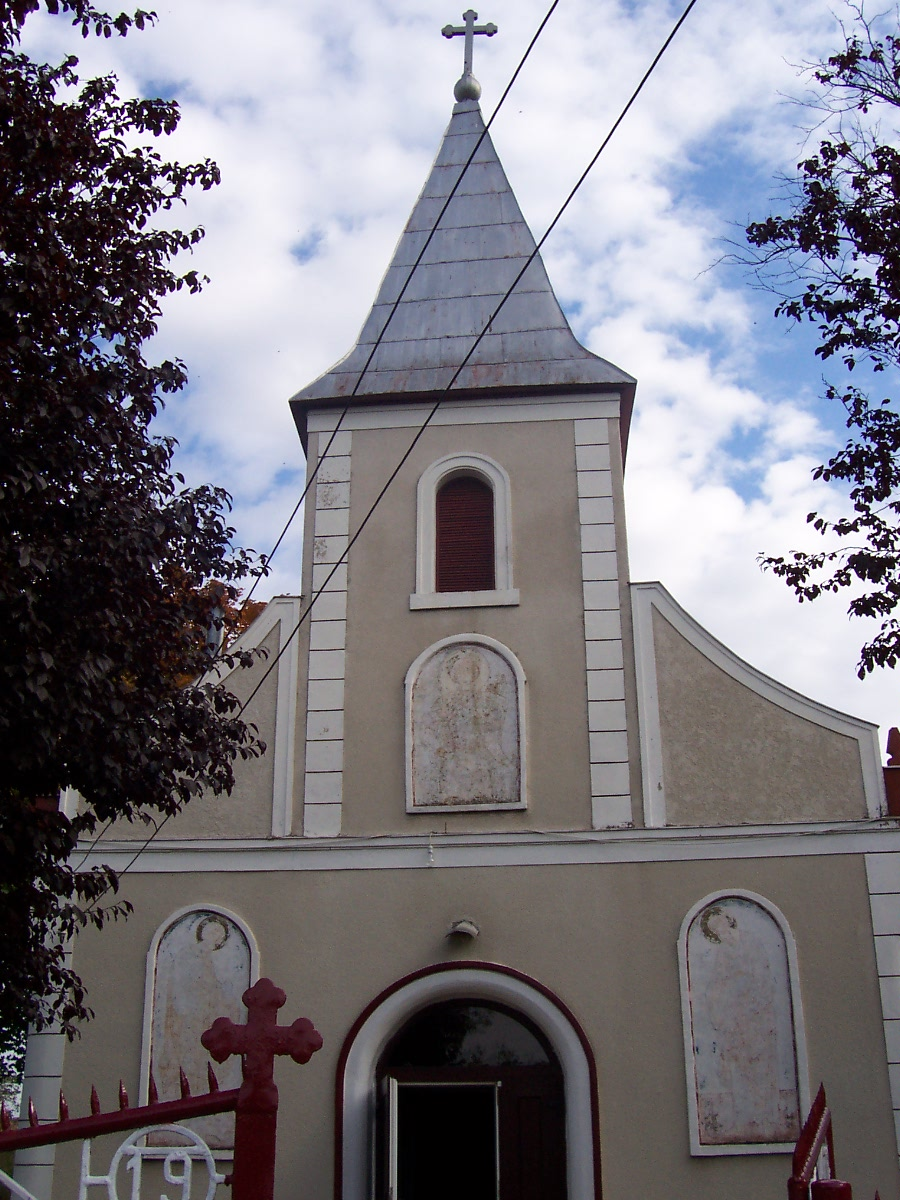
Orthodoxe Kirche des Heiligen Dimitrios, 2006
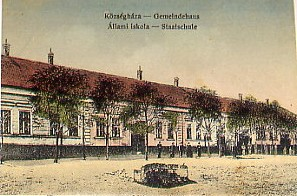
Impression der Schule, Banater Wandkalender 1998
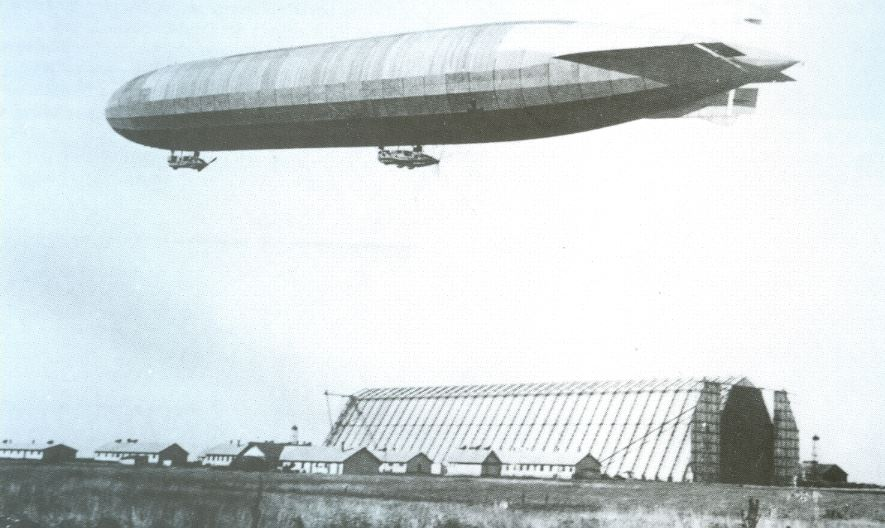
LZ 85 über der Zeppelinhalle in Neubeschenowa, etwa 1915

## Traditionen
Die deutschen Traditionen werden in der Heimatortsgemeinschaft (HOG) Neubeschenowa weiterhin gepflegt.
Die Ziele der HOG sind, die Verbindungen und Beziehungen zwischen den ehemaligen Bewohnern und im Ausland noch wohnenden Landsleuten zu pflegen, sowie die Bewahrung des traditionellen Brauchtums.
Hierzu treffen sich ehemalige Bewohner Neubeschenowas seit 1957 regelmäßig.
Während dieser seit 1981 alle zwei Jahre stattfindenden Treffen (meist in der Gegend um Augsburg) werden Messen und Gottesdienste abgehalten, sowie Kirchweih-Aufmärsche und Tanzvorführungen von Trachtenpaaren zu traditioneller Blasmusik aufgeführt.

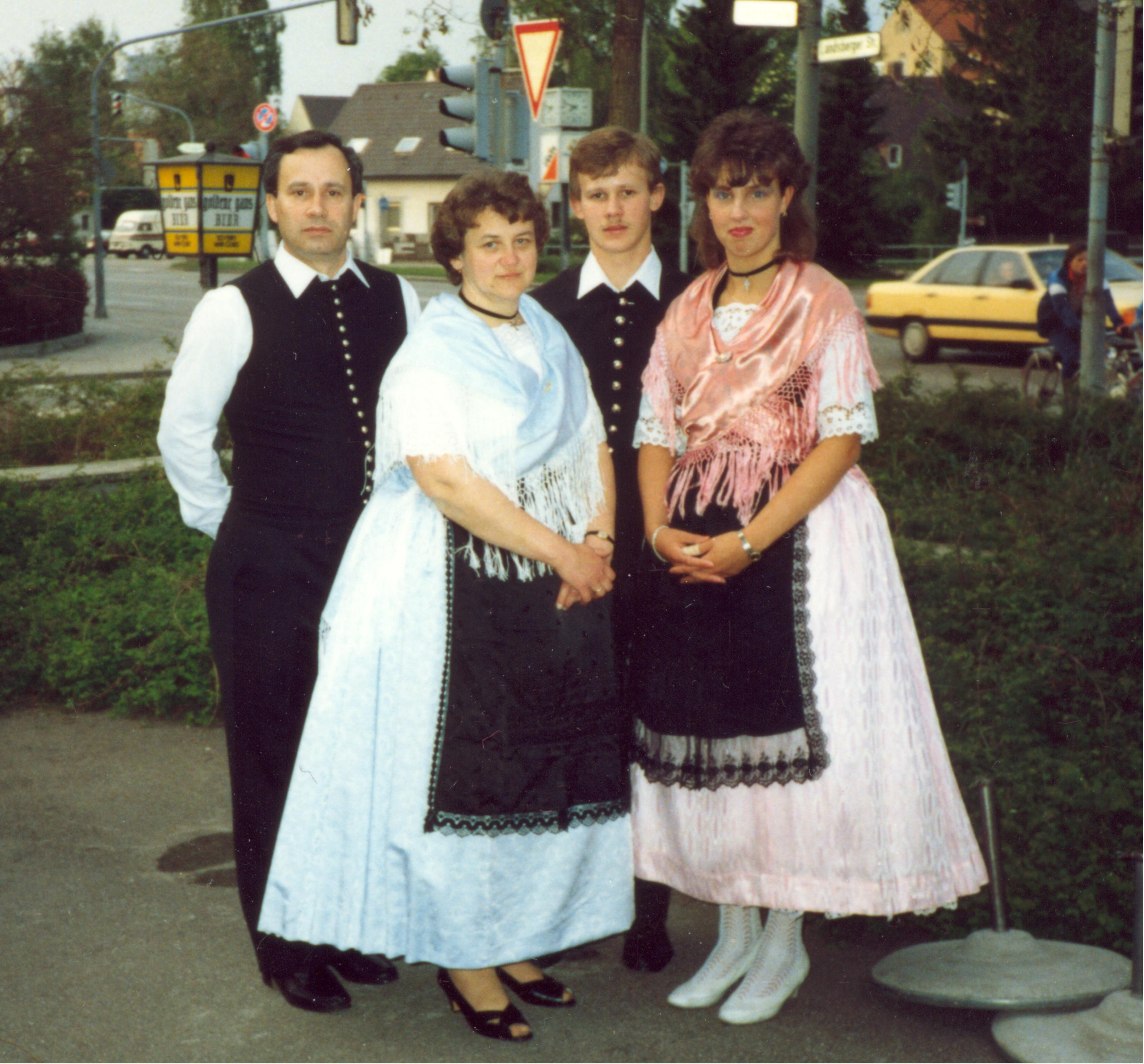
Neubeschenowaer Tracht, 1988
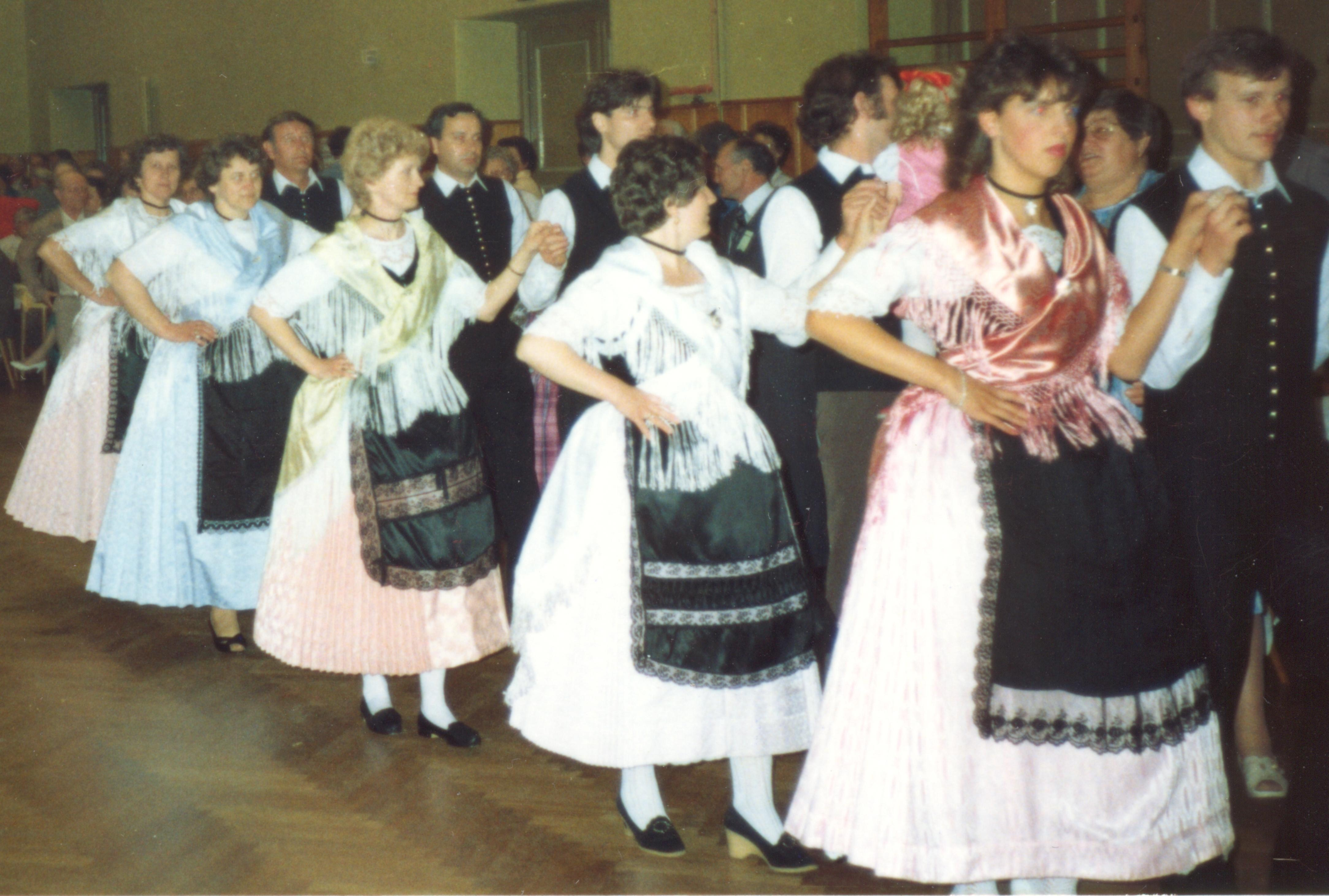
„Aufmarsch“ einer Neubeschenowaer Trachtentanzgruppe, 1988
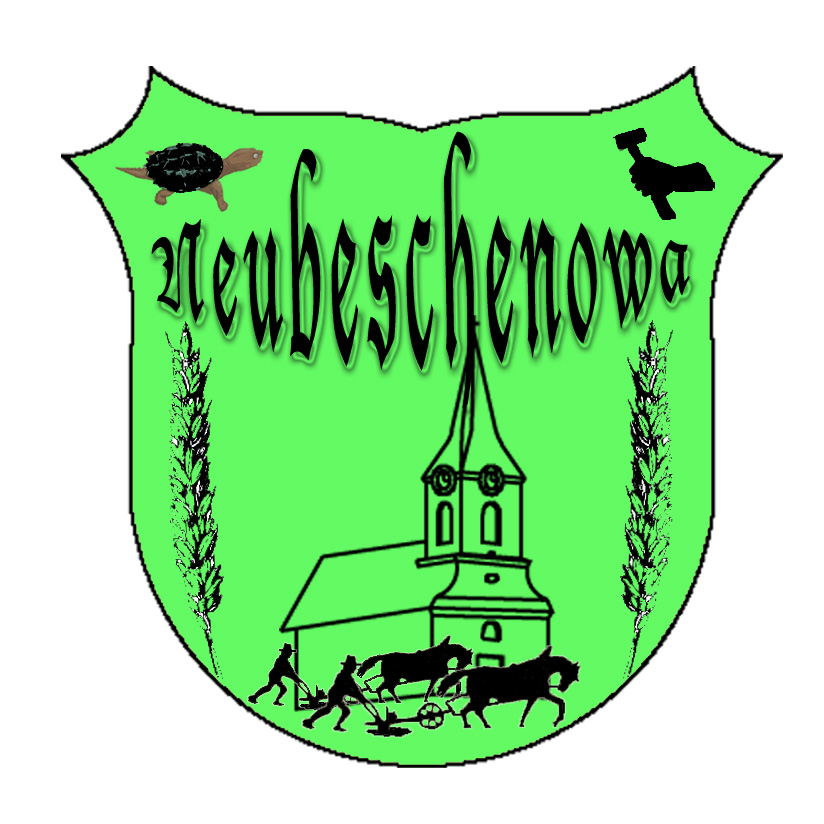
Wappen der HOG Neubeschenowa

## Persönlichkeiten
- Florin Bordeianu (* 1948) alias Mony Bordeianu, Gründungsmitglied der legendären rumänischen Band Transsylvania Phoenix.[11]
- Chiquita Mischke, Leiterin Haus Lebensquell
- Josef Nischbach, Theologieprofessor, Domherr und Päpstlicher Prälat
- Johann Osswald, Anwerber deutscher und französischer Siedler zur Kolonisation des Banats
- Johann Heinrich Schwicker, ungarndeutscher Historiker
- Ede Ignác Tomori, ungarischer Photograph
- Matthias Wanko, Landesobmann des Vereins Salzburger Donauschwaben, Chormusiker
- Franz Waschek, rumäniendeutscher Chorleiter, Kirchenmusiker und Komponist

## Bilder

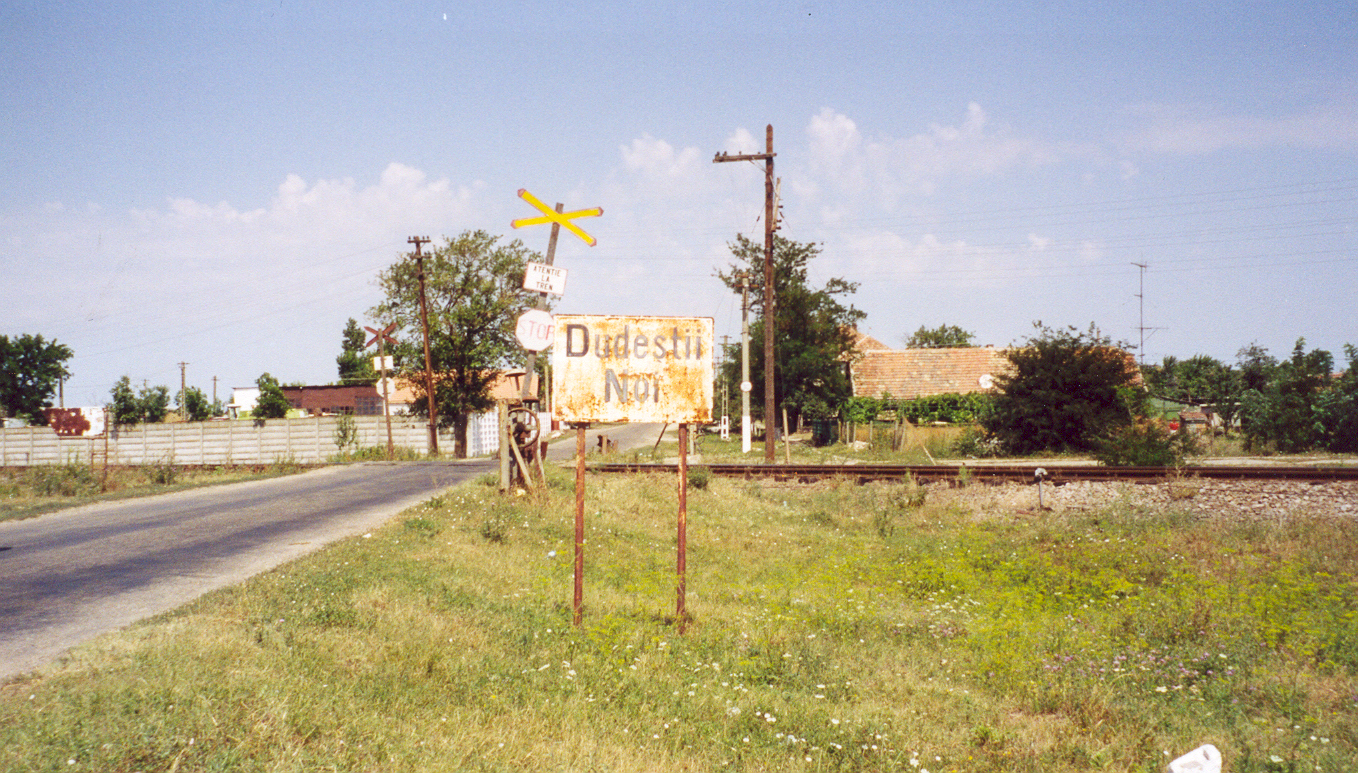
Ortseingangsschild, 2003
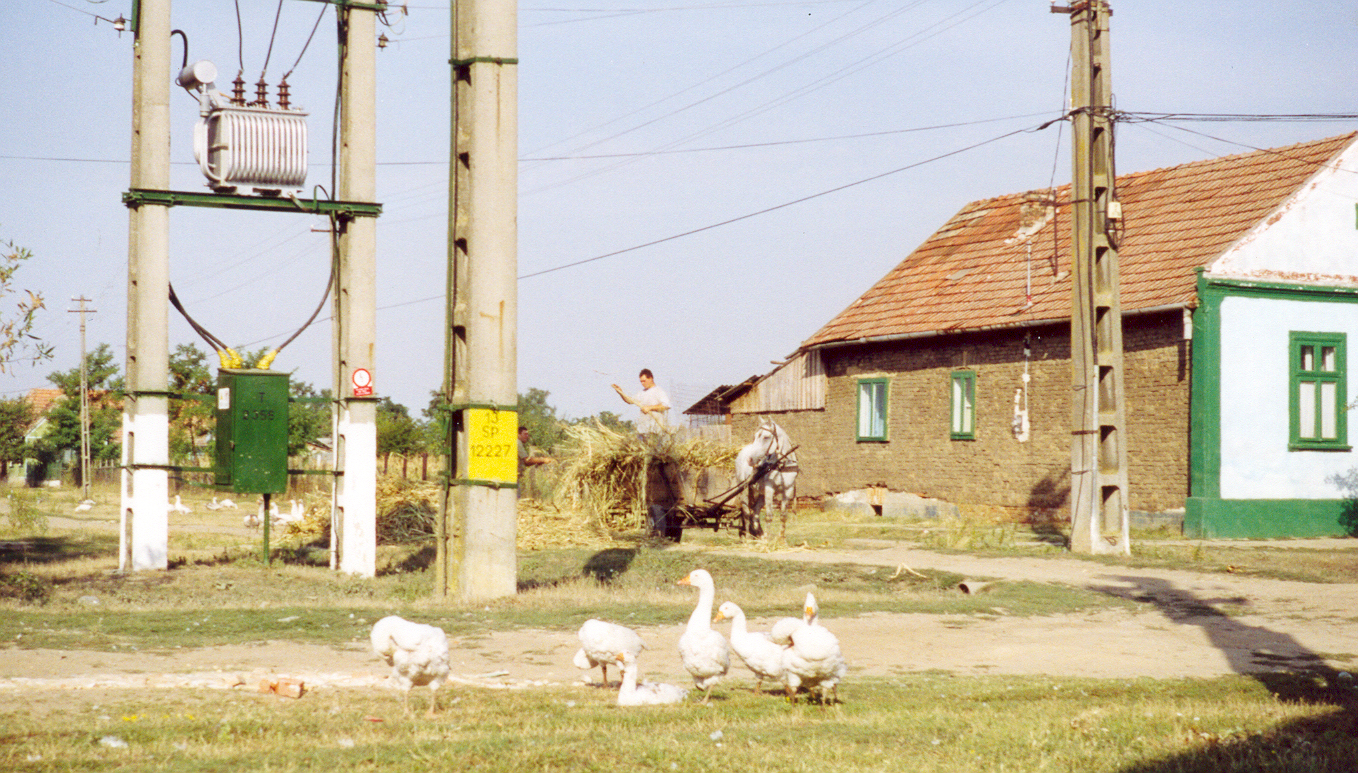
Straßenszene, 2003
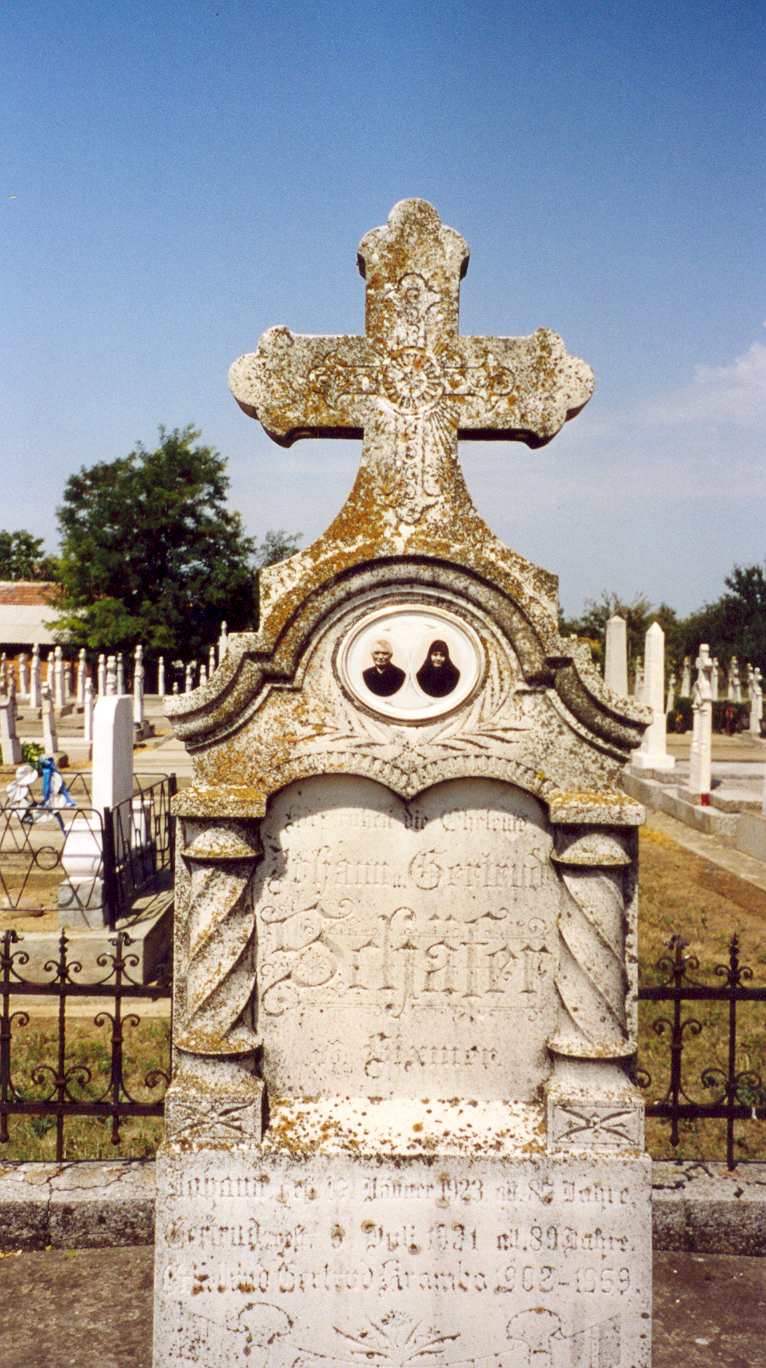
Grabstein, 2003
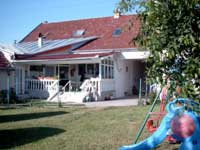
Haus „Lebensquell“, 2005
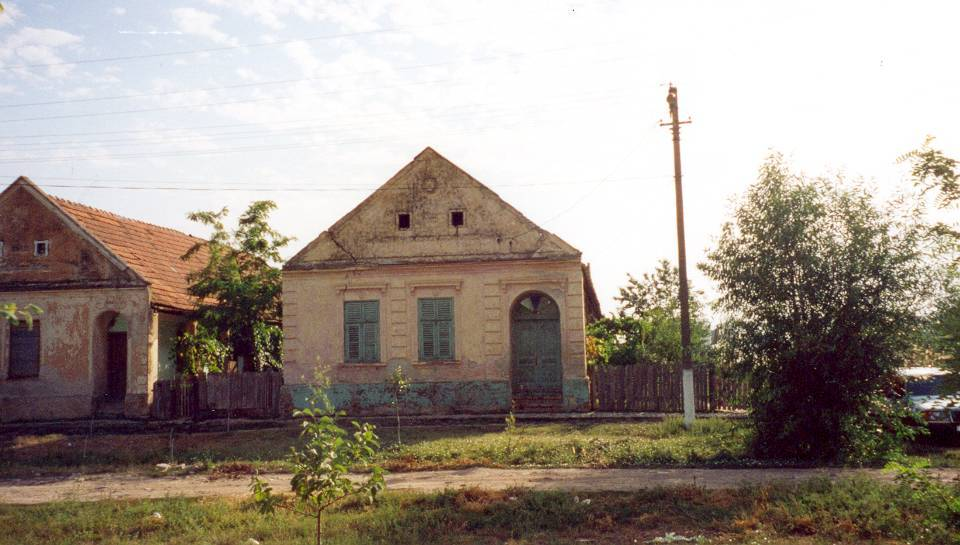
Ehemalige Neugasse 357, Straßenansicht, 2003
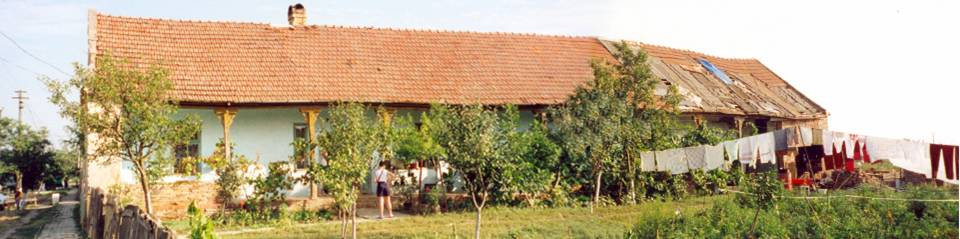
Ehemalige Neugasse 357, Seitenansicht, 2003
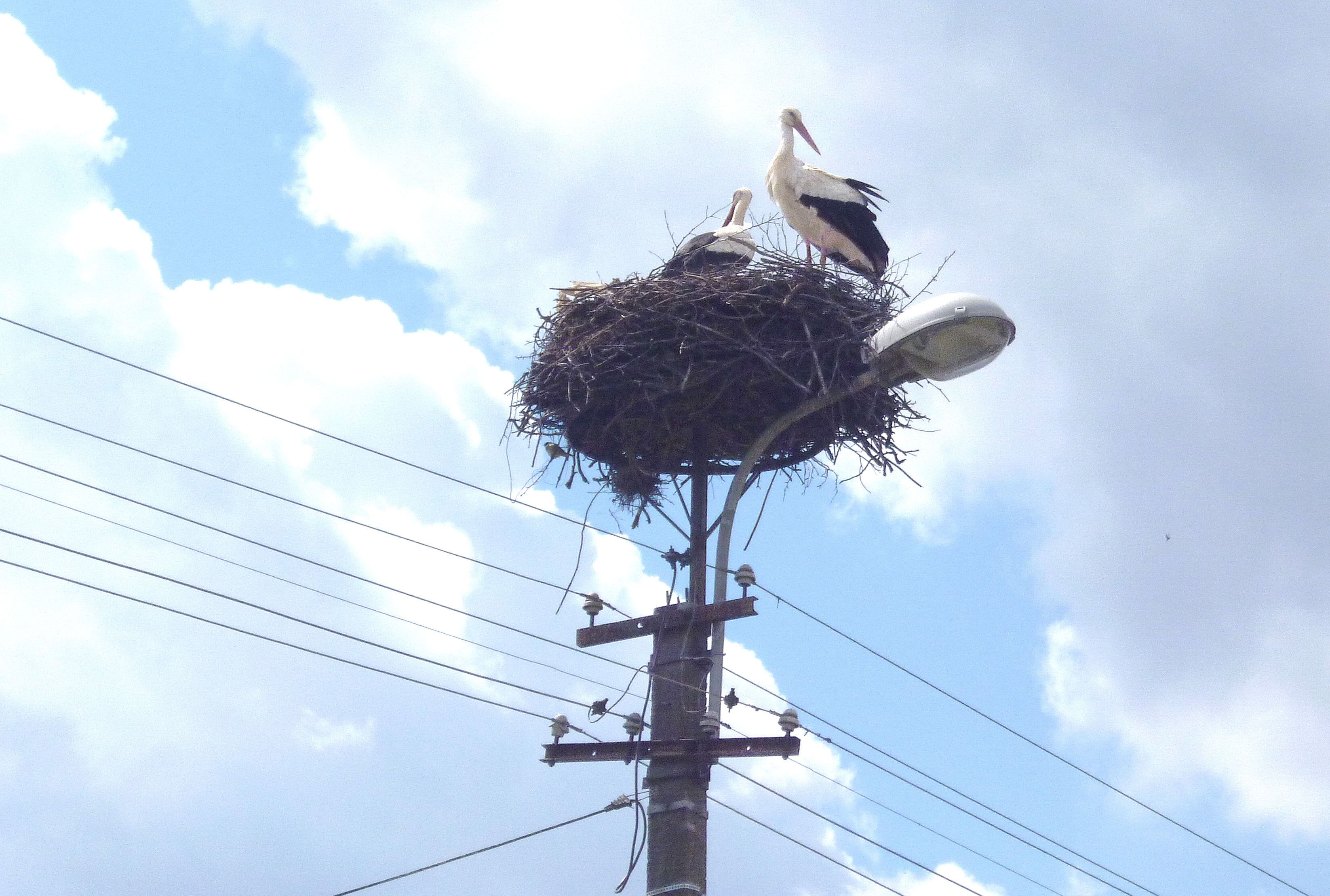
Storchenpaar in Dudeștii Noi, April 2012